# Colletes constrictus
Colletes constrictus är en biart som beskrevs av Pérez 1903. Colletes constrictus ingår i släktet sidenbin, och familjen korttungebin. Inga underarter finns listade i Catalogue of Life.